# Idiasta nigriae
Idiasta nigriae är en stekelart som först beskrevs av Sharma 1978.  Idiasta nigriae ingår i släktet Idiasta och familjen bracksteklar. Inga underarter finns listade i Catalogue of Life.